# Djungeldjuret Hugo (TV-serie)
Djungeldjuret Hugo (danska: Jungledyret Hugo) är en dansk animerad TV-serie från 2003 av Flemming Quist Møller. Serien består av 13 avsnitt på 24 minuter som sänds från den 4 oktober 2003 på TV 2 Danmark.

## Handling
Djungeldjuret Hugo och hans bästa vän rävflickan Rita letar efter ett nytt hem och upplever många äventyr och resor från stranden över havet, genom Afrika, genom djungeln, genom människornas civilisation, genom bergen och så långt som till Nordpolen. För det mesta utspelar sig berättelserna i Danmark. Det finns ständigt paparazzi, gangsters, djurforskare och en general från Hugos hemstad "Djungellandet", som hävdar att Hugo tillhör honom enligt familjerätten, efter dem.

## Rollista

### Svenska röster
- Marie Bergman — Hugo
- Nina Gunke — Rita
- Fredrik Dolk
- Kenneth Milldoff
- Katarina Hugg
- Flemming Quist Møller
- Bertram Heribertson
- Håkan Mohede
- Bill Hugg
- Elin Abbelin
- Siw Erixon
- Dan Bratt
- Marianne Mörck
- Gizela Rasch
- Isidor Torkar
- Bo Jonsson
- Elvira Lagerström Dyrssen
- Hjalmar Antonsson

- Svensk dialogregi och ljudtekniker — Camilla Mauritzson
- Översättare — Stina Mansfeld[2]
- Produktionsledare — Steffen Addington
- Mix — Camilla Mauritszon
- Dubbingsamordnare — Dorte Brock
- Svensk versionering — Nordisk Film - Lyden[3][4]

## Visning och utgivning
2003 utgavs serien på DVD i Sverige av Nordisk Film.

## Avsnitt
1. Resan söderut
2. Kidnappad!
3. Barnsligt enkelt
4. Miljardärens leksak
5. Djungelns själ
6. Trubbel i djungeln
7. Köttbullsmysteriet
8. Baby Hugo
9. En clown i farten
10. Resan norrut
11. Rena trolleriet
12. Resan till nordpolen
13. Vetenskapens fånge